# Camarasa (Lérida)
Camarasa (antiguamente Camarasa-Fontllonga) es un municipio español de la provincia de Lérida, situado en la comarca catalana de la Noguera. Cuenta con una población de 818 habitantes 805 habitantes (INE 2024). Incluye los núcleos de Camarasa, Ametlla, La Baronia de Sant Oïsme, Figuerola de Meyá, Fontllonga, Masana y San Lorenzo de Mongay.

## Toponimia
El municipio surgió de la unión en 1970 de los términos municipales de Camarasa y de Fontllonga. El nuevo municipio adoptó el nombre de Camarasa-Fontllonga. Unos años más adelante, en 1984, se cambió el nombre del municipio por el de Camarasa.

## Entidades de población
| Entidades de población | Habitantes (2009) |
| ---------------------- | ----------------- |
| Ametlla                | 41                |
| Camarasa               | 671               |
| Figuerola de Meiá      | 4                 |
| Fontllonga             | 22                |
| Maçana                 | 4                 |
| Baronia de Sant Oïsme  | 13                |
| San Lorenzo de Mongay  | 159               |

## Prehistoria
Las muestras más relevantes de la presencia humana en estos territorios corresponde a las pinturas rupestres de la Cova del Tabac. Conocida por sus restos arqueológicos desde 1880, no fue hasta 1978 cuando Luis Diez Coronel descubre los motivos pintados, formas abstractas del convencionalmente llamado Arte esquemático (6500-3200 años antes del presente), que son la expresión creencial de los grupos productores neolíticos-bronce, pero a diferencia de otras estaciones leridanas en cavidades al aire libre, éstas se hallan en el interior de una cueva. Su valor excepcional como testimonios de la capacidad intelectual humana determinaron que fueran declaradas Patrimonio de la Humanidad por la Unesco en 1998. A pesar de ello, este yacimiento -como el 88,45 % de los conjuntos de Lérida- carece de algún tipo de protección, lo que constituye un verdadero peligro para la conservación del que puede calificarse como el "primer arte de Camarasa". Espacios sacros de esta misma etapa cultural son: Abric de la Vall d´Ingla (Bellver de Cerdaña), Antona I a III (Artesa de Segre), Aparets I a IV (Alós de Balaguer), varios abrigos de Os de Balaguer y del Albi y en la propia cueva de Cogul. Fuentes: Associació Catalana d´Art Prehistòric

## Historia
En 1048 el castillo de Camarasa fue entregado por Yūsuf al-Muzaffar gracias a las negociaciones mantenidas por Ramón Berenguer I con el líder musulmán. La fortaleza quedó en manos de Arnau Mir de Tost, reservándose la corte una parte de las rentas. Aunque el señorío pertenecía al condado de Urgel, el pueblo quedó en posesión del condado de Barcelona.
Le fue concedida la carta de población por Ermengol VII de Urgel. Estando bajo la protección de la corona, la villa prosperó. Se construyó un puente sobre el Segre que se transformó en uno de los puntos principales de comunicación de la zona occidental de Cataluña. En 1330, Alfonso el Benigno fundó el marquesado de Camarasa, siendo el primer marqués su hijo Fernando. Tras la muerte de Fernando, el marquesado pasó de nuevo a la corona hasta que en 1368 se le entregó a Martín I de Aragón quien, en 1392, lo cedió a su esposa María de Luna. María vendió el marquesado a la paeria de Lérida en 1396. El marquesado retornó a la corona en 1414. Se volvió a crear el marquesado de Camarasa por Carlos I en 1543 para D. Diego Sarmiento de los Cobos, hijo del secretario Francisco de los Cobos, el cual pasó a los Fernández de Henestrosa, a los Fernández de Córdoba y recientemente a los Hohenlohe-Langenburg.
Durante la Guerra de los Segadores se libró aquí una batalla que enfrentó las tropas del conde de Harcourt con las del general Cantelmo. La batalla tuvo lugar el 22 de junio de 1645 y la ciudad quedó en poder de las tropas francesas hasta 1652. Durante la guerra de sucesión española, una columna de 200 soldados franceses sufrió una emboscada cerca de esta población.

## Demografía
| Gráfica de evolución demográfica de Camarasa entre 1842 y 1960 |
| |
| Población de derecho según los censos de población del INE. Población de hecho según los censos de población del INE.En 1857 crece el término del municipio porque incorpora a San Lorenzo de Mongay. En 1970 este municipio desaparece porque se integra en el municipio Camarasa Fontllonga. |

Cuenta con una población de 805 habitantes (INE 2024).
| Gráfica de evolución demográfica de Camarasa entre 1970 y 2021                                                                                     |
| |
| Población de derecho según los censos de población del INE.En 1970 aparece este municipio porque se fusionan los municipios Camarasa y Fontllonga. |

## Economía
La principal actividad económica del municipio es la agricultura, especialmente el regadío favorecido por la presencia de los pantanos. Desde 1954 cuenta con una cooperativa agrícola.

## Cultura

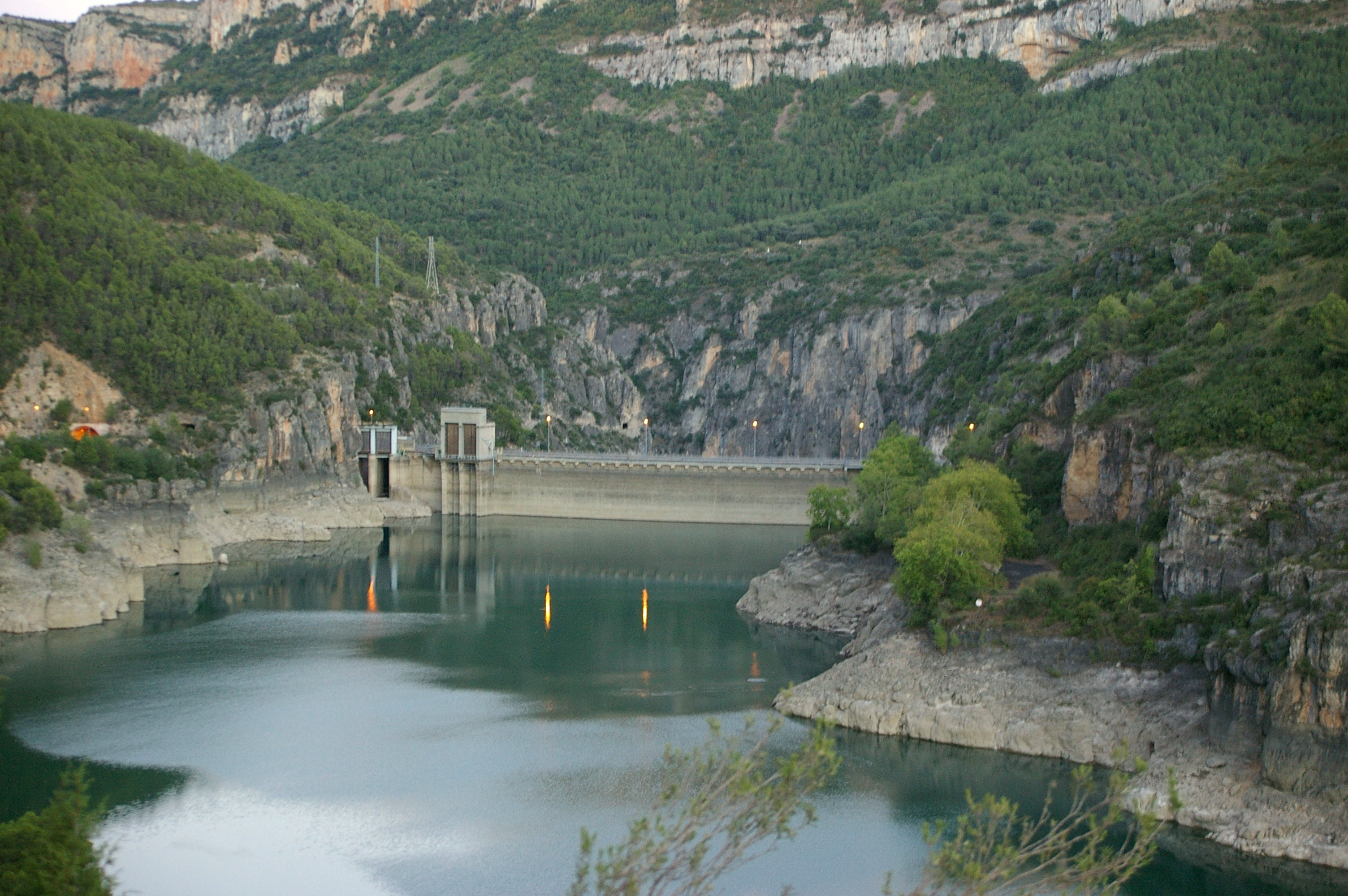
Embalse de Camarasa.

Quedan algunos muros del antiguo castillo. La antigua iglesia parroquial, dedicada a San Miguel es del siglo XIII. Aunque su estructura es de estilo románico el templo incluye elementos del gótico. En el Museo Nacional de Arte de Cataluña se conservan una serie de capiteles románicos procedentes de la iglesia del castillo.
La actual iglesia parroquial se construyó en 1737. Su portalada está decorada con un frontispicio triangular y por dos medios pilares.
En 1920 se construyó el embalse de Camarasa, con una capacidad de 163 millones de m³. Tiene una producción anual de 210 millones de kWh. En San Lorenzo de Montgai se construyó, en 1935, otro embalse, con una potencia instalada de 7440 kW/A. Alrededor del embalse ha proliferado la fauna, especialmente de aves acuáticas, lo que ha llevado a que la zona sea declarada como reserva natural de fauna salvaje. También en San Lorenzo se encuentra la iglesia de Santa María del Castell. Es románica, de nave única con un ábside semicircular. La bóveda es apuntada. Tiene adosado un pequeño campanario de pared.
Otro templo de origen románico es el de San Miguel de Fontllonga. Es de nave única con ábside en semicirculo. Cerca se encuentra una capilla románica en ruinas dedicada a San Bernabé.
Camarasa celebra su fiesta mayor en el mes de abril, San Jorge.